# Инициатива Хартия Земли
Инициатива Хартии Земли — совокупное название глобального сообщества людей, организаций и учреждений, принимающих участие в продвижении Хартии Земли и практически реализующих её принципы. Инициатива — широкое, добровольное предприятие гражданского общества, и в состав участников входят ведущие международные институты, национальные правительственные ведомства, университетские ассоциации, неправительственные организации, города, религиозные группы, и множество известных лидеров устойчивого развития.

## Миссия и цели
Заявленная миссия Инициативы Хартия Земли — способствовать переходу к устойчивому образу жизни и глобальному обществу с общей этической основой, включающей почтение и внимание к сообществу жизни, экологическую безопасность, всеобщие права человека, уважение разнообразия, экономическую справедливость, демократию и культуру мира.

### Цели
1. Повышать по всему миру осведомлённость о Хартии Земли, и способствовать пониманию её инклюзивного этического видения.
2. Добиваться признания и поддержки Хартии Земли отдельными лицами, организациями и Организацией Объединённых Наций.
3. Способствовать использованию Хартии Земли в качестве этического руководства, и реализации её принципов гражданским обществом, деловыми и правительственными кругами.
4. Поощрять и поддерживать образовательное использование Хартии Земли в школах, университетах, религиозных сообществах, местных общинах, и многих других средах.
5. Способствовать признанию и использованию Хартии Земли в качестве документа мягкого права.

### Стратегические задачи
- Способствовать развитию глобального сообщества сторонников и активистов Хартии Земли при сотрудничестве советников, филиалов, партнёрских организаций и оперативных групп.
- Создавать и распространять высококачественные информационные и образовательные материалы, среди различных целевых групп, которые охватят миллионы людей.
- Переводить ключевые материалы Хартии Земли на все основные языки мира.
- Создать сайты Хартии Земли во всех странах, в партнёрстве с ключевыми лицами и организациями.
- Продвигать видение Хартии Земли в ключевых местных, национальных и международных событиях, и стимулировать её применение отдельными лицами и организациями в их сферах деятельности.
- Поднимать Хартию Земли в связи с важными международным инициативами и процессами, чтобы её этическая основа могла быть использована как руководство при решении таких насущных вопросов, как изменение климата, потеря биоразнообразия, Цели развития тысячелетия, продовольственная безопасность и разрешение конфликтов.
- Предпринимать обучающие программы, чтобы способствовать принятию и применению Хартии Земли в различных секторах.
- Разрабатывать рекомендации и инструменты, чтобы помогать организациям, компаниям и местным общинам использовать Хартию Земли для оценки прогресса к устойчивому развитию.

## Организация
Официальная сеть филиалов, партнёров, и молодёжных групп помогает распространять Хартию Земли по всему миру. Многие из этих представительств находятся в видных организациях и институтах национального уровня.
Инициатива координируется Международной Хартией Земли, которая состоит из исполнительной части, называемой Международным секретариатом Хартии Земли, и Международного совета Хартии Земли. Секретариат состоит из немногочисленного персонала, и располагается в Университете Мира в Сан-Хосе, Коста-Рике. Международный совет равнозначен Правлению. Он собирается раз в год и задаёт стратегическое направление Секретариату и Инициативе Хартии Земли.

## Молодёжная программа Хартии Земли
Молодёжная программа Хартии Земли — сообщество молодёжных неправительственных организаций и юных активистов, разделяющих общий интерес к устойчивому развитию и Хартии Земли. Северн Каллис-Судзуки из Ванкувера, Канады была назначена молодёжным представителем в Комиссии Хартии Земли, которая наблюдала за процессом её создания. В возрасте семнадцати лет, Северн участвовала в Саммите Земли 1997 и обеспечивала серьёзное отношение к интересам молодых людей при создании Хартии Земли. Она содействовала включению в заключительную версию Хартии принципа 12с, который подчеркивает необходимость «Уважать и поддерживать молодых людей, предоставляя им возможность играть существенную роль в формировании устойчивых сообществ». Запуск Молодёжной программы Хартии Земли был вдохновлён этим этическим принципом. Сегодня в Международном совете Хартии Земли два представителя молодёжи.